# Chorizopes tikaderi
Chorizopes tikaderi – gatunek pająka z rodziny krzyżakowatych.
Gatunek ten opisany został po raz pierwszy w 1974 roku przez Gulshana Lala Sadanę i Manjita Kaura na łamach „Entomologist's Monthly Magazine”. Jako miejsce typowe wskazano południowe okolice Ludhiany w Pendżabie w Indiach. Epitet gatunkowy nadano na cześć indyjskiego arachnologa Benoya Krishny Tikadera.
Pająk ten osiąga 3,75 mm długości ciała przy karapaksie długości 1,65 mm i szerokości 1,2 mm oraz opistosomie (odwłoku) długości 2,65 mm i szerokości 2,6 mm. Ubarwienie głowowej części karapaksu jest żółtawe z ciemnobrązową przepaską poprzeczną wiodącą przez oczy tylno-bocznej pary, tułowiowej jego części zaś czarne z kremową łatą w kształcie pucharu pośrodku. Część głowowa jest węższa i wyższa od tułowiowej, zaopatrzona w ośmioro oczu rozmieszczonych w dwóch szeregach. Te w szeregu przednim leżą na niemal jednej wysokości, natomiast oczy pary tylno-bocznej leżą bardziej z przodu niż tylno-środkowej. Oczy par środkowych rozmieszczone są na planie szerszego na przedzie i szerszego niż dłuższego trapezu. Szczękoczułki są ciemnobrązowo-żółtawe, zaopatrzone w trzy zęby na przedniej i jeden na tylnej krawędzi rowka. Warga dolna jest trójkątnawa, brązowa z kremowym wierzchołkiem. Szczęki są brązowe z kremowymi rogami, kwadratowawe. Tarczowate sternum jest czarno ubarwione. Odnóża są żółtawe z ciemnobrązowym obrączkowaniem. Opistosoma ma skierowany ku przodowi guzek u podstawy, cztery guzki w częściach tylno-bocznych oraz dwie pary guzków na grzbiecie, z których przednia zwrócona jest ku górze, a tylna jest trójpłatowa i zwrócona ku tyłowi. Ubarwienie wierzchu opistosomy jest żółtawe z czarnymi łatami i kreskami, spodu zaś czarniawe z żółtymi łatami.
Pajęczak orientalny, endemiczny dla Indii, znany tylko ze stanu Pendżab. Odnaleziony w starym sadzie cytrusowym.